# Cihanjuang (Cimanggung)
Cihanjuang is een bestuurslaag in het regentschap Sumedang van de provincie West-Java, Indonesië. Cihanjuang telt 10.496 inwoners (volkstelling 2010).